# Acta Praehistorica et Archaeologica
Die Acta Praehistorica et Archaeologica (APA) sind eine archäologische Fachzeitschrift. Sie erscheint seit 1970 jährlich und wird vom Museum für Vor- und Frühgeschichte Berlin herausgegeben. Sie erscheint derzeit im Verlag Marie Leidorf in Kommission und befasst sich schwerpunktmäßig mit den Beständen und den interdisziplinären Forschungen des Museums.
Derzeitiger Herausgeber ist Matthias Wemhoff, frühere Herausgeber waren Adriaan von Müller†, Gerdt Kutscher, Stephan Waetzoldt†, Wilhelm Stegmann, Wolf-Dieter Dube† und Wilfried Menghin†.